# Amt Lindow
Het Amt Lindow (Mark) is een samenwerkingsverband van drie gemeenten in het Landkreis Ostprignitz-Ruppin in de Duitse deelstaat Brandenburg. Het amt telt 4.604 inwoners. Het bestuurscentrum is gevestigd in de stad Lindow.

## Gemeenten
Het amt omvat de volgende gemeenten:
1. Herzberg (Mark) (688)
2. Lindow (Mark) (stad) (3.240)
3. Rüthnick (512)
4. Vielitzsee (553)

Breddin ·
Dabergotz ·
Dreetz ·
Fehrbellin ·
Heiligengrabe ·
Herzberg (Mark) ·
Kyritz ·
Lindow ·
Märkisch Linden ·
Neuruppin ·
Neustadt (Dosse) ·
Rheinsberg ·
Rüthnick ·
Sieversdorf-Hohenofen ·
Storbeck-Frankendorf ·
Stüdenitz-Schönermark ·
Temnitzquell ·
Temnitztal ·
Vielitzsee ·
Walsleben ·
Wittstock/Dosse ·
Wusterhausen/Dosse ·
Zernitz-Lohm